# Cieńscy herbu Pomian

herb Pomian

Cieńscy herbu Pomian – polski ród szlachecki pieczętujący się herbem Pomian, znany od XV wieku. Seweryn Uruski pisał, że jest jednego pochodzenia z Łubieńskimi.

## Historia
Przedstawiciele tego rodu, należącego do średniozamożnej szlachty, za czasów I Rzeczypospolitej pełnili liczne urzędy ziemskie oraz brali aktywny udział w życiu politycznym kraju. Jan Cieński rotmistrz królewski z województwem sieradzkim podpisał elekcję 1648 roku, tj. wybór Jana Kazimierza Wazy na króla Polski. Hieronim Cieński poseł z województwa brzeskokujawskiego podpisał elekcję 1697 roku, tj. wybór Augusta II Mocnego na króla Polski. Z kolei Stanisław Cieński z województwem łęczyckim a Piotr Cieński z Ziemią różańską podpisali elekcję 1764 roku, tj. wybór Stanisława Augusta Poniatowskiego na króla polskiego i wielkiego księcia litewskiego.
W związku z licznymi wojnami, prowadzonymi przez Rzeczpospolitą w XVII wieku, wielu Cieńskich podejmowało służbę wojskową, dochodząc do wyższych stopni wojskowych i dużego znaczenia. Z czasem ród zapuścił korzenie w Ziemi halickiej, gdzie wszedł w posiadanie znacznych dóbr ziemskich (m.in. Czernelica i Okno, gdzie do dziś zachowała się kaplica Cieńskich), co wiązało się z awansem do warstwy ziemiaństwa, a – przez działalność społeczną i polityczną – stał się w XIX wieku jednym z ważniejszych polskich rodów Galicji Wschodniej.

## Członkowie rodu

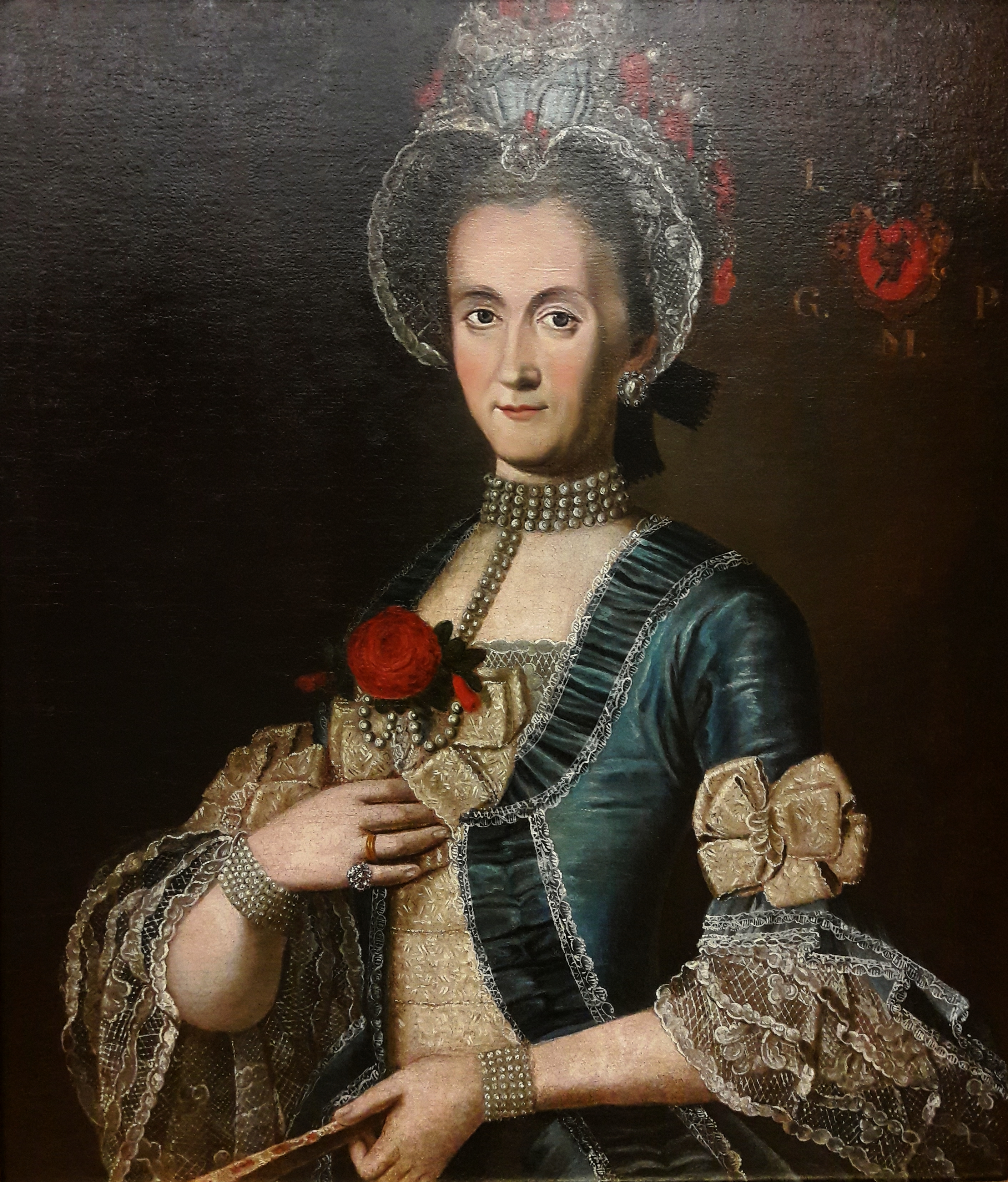
Róża z Cieńskich Łosiowa

- Marcin Cieński z Cieni (1640–1719), żołnierz, chorąży województwa sieradzkiego, podkomorzy województwa sieradzkiego
- Kazimierz Cieński (1740–1818), konsyliarz konfederacji barskiej, starosta dźwinogrodzki
- Monika Cieńska (ok. 1785–1843), właścicielka dóbr; w swoim majątku w Polance Wielkiej gościła rodzinę Mochnackich (Bazylego, Tymoleona, daleką krewną Marię i Olimpię) w latach 1832–1834[4]
- Ludomir Cieński (1822–1917), właściciel dóbr, poseł do Sejmu Krajowego Galicji
- Leszek Cieński (1851–1913), właściciel dóbr, poseł do Sejmu Krajowego Galicji
- Tadeusz Cieński (1856–1925), właściciel dóbr, hodowca koni, prawnik
- Włodzimierz Cieński (1897–1983), polski ksiądz rzymskokatolicki, naczelny kapelan Armii Polskiej w ZSRR
- Jan Cieński (1905–1992), polski ksiądz rzymskokatolicki, od 1967 roku jedyny (tajny) biskup katolicki na Ukrainie